# Poço de Petróleo de Candeias (C-1)
Poço de Petróleo de Candeias (C-1) é um poço petrolífero descoberto em 13 de dezembro de 1941, no município de Candeias, no interior do estado da Bahia.

## Contexto e descoberta
Em 13 de dezembro de 1941 com a perfuração do Poço Candeias 1 (C-1) jorrou o 'Ouro Negro'. Segundo SANTOS (2008), foi a descoberta do primeiro poço comercial em terras brasileiras e do primeiro campo de petróleo do Brasil. O poço que foi descoberto em Lobato, bairro de Salvador, em 21 de Janeiro de 1939, não foi aproveitado comercialmente.
Ainda de acordo com o historiador, o sonho da descoberta do petróleo no Brasil vem sendo idealizado desde o governo de D. Pedro II, quando o imperador decretou ao inglês Thomas Denny Sargent concedendo a permissão para extração de petróleo e demais minerais, no sul da Bahia. Posteriormente, no período republicano em 1892, foi feita uma perfuração realizada por Eugênio Camargo, que apenas conseguiu extrair areia argilosa. Ainda nesse processo, em 1907, o Serviço Mineralógico do Brasil entrou nas pesquisas aumentando as áreas de investigação.
A mesma sonda utilizada na perfuração em Lobato foi utilizada para a perfuração em Candeias. O trabalho foi iniciado em 2 de abril de 1941, porém a perfuração ocorreu somente em 30 de junho e teve sua complementação em 31 de dezembro de 1941.

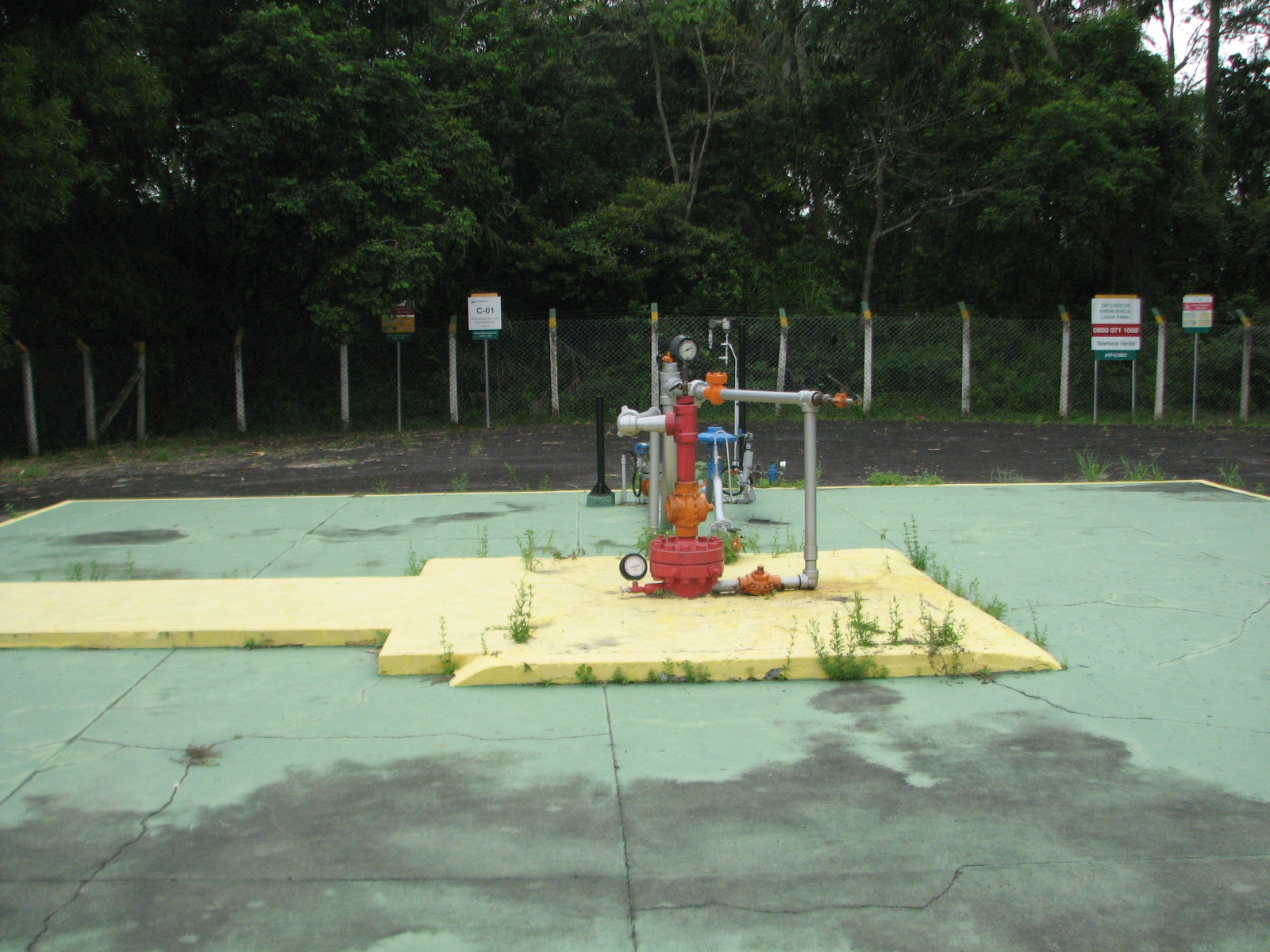
Bem tombado pelo Instituto do Patrimônio Artístico e Cultural da Bahia - Poço de Petróleo C1 em Candeias/BA.

## Refinaria Landulpho Alves
O Sindicato dos Petroleiros da Bahia (Sindipetro) registrou que "a partir da descoberta e do desenvolvimento do Campo de Candeias, surgiu a necessidade de construção de uma refinaria. Foi assim que em 1950 surgiu a primeira refinaria de petróleo da Petrobrás, a Refinaria Landulpho Alves, localizada no município de São Francisco do Conde, cidade vizinha de Candeias.
Com a descoberta do petróleo houve o crescimento da atividade petrolífera e a criação da empresa estatal Petrobras. Até o ano de 1965, a Bahia foi o único estado nacional a produzir petróleo.
Posteriormente a descoberta do primeiro poço, outros foram encontrados em Candeias e nas proximidades. Como exemplo o C-2 (achado dois meses após a entrega do C-1), sua produção chegava há 80 barris por dia. Em 1951, já havia produzido 22.768,03 barris de óleo e 75,515 de gás.
É importante ressaltar que o estabelecimento do monopólio e a própria criação da estatal vieram juntos com uma forte campanha popular denominada o “Petróleo é Nosso”, que teve muita força em todo o Brasil, e principalmente na Bahia. No dia 23 de Junho de 1952, o presidente Getúlio Vargas visitou Candeias onde foi homenageado com um almoço, aproveitando a ocasião, bem na zona petrolífera fez seu discurso oficial em defesa do monopólio estatal do petróleo e da criação da Petrobras, que repercutiu em todo o Brasil, e retornou novamente a Candeias em 3 de Outubro de 1953 para tratar de assuntos sobre a decisão da criação da Petrobras, que hoje está espalhada por todo o Brasil como Empresa de Alto Nível.

## Monumento
O C-1 produziu óleo e gás até março de 1966, quando ocorreu seu fechamento. A Petrobrás construiu um monumento para a comemoração no jubileu de prata e também como forma de homenagem aos primeiros petroleiros. Nele observa-se as seguintes frases:
Este marco foi erigido em comemoração ao Jubileu de Prata do poço C-1 Ba., primeiro produtor comercial de petróleo em território brasileiro. Candeias, 10-12-65. Cadeias 1. Onde o sonho começou a se transformar em realidade. Homenagem aos pioneiros da Petrobras e aos 62 anos de Produção Comercial no Brasil. Candeias, 14-12-2003
Dada a sua importância histórica para construção da Petrobras e a difusão do petróleo no país, o poço passou pelo processo de tombamento histórico junto ao Instituto do Patrimônio Artístico e Cultural da Bahia (IPAC), órgão baiano responsável pela preservação da memória e da cultura baiana.